# Jonas Dünzel

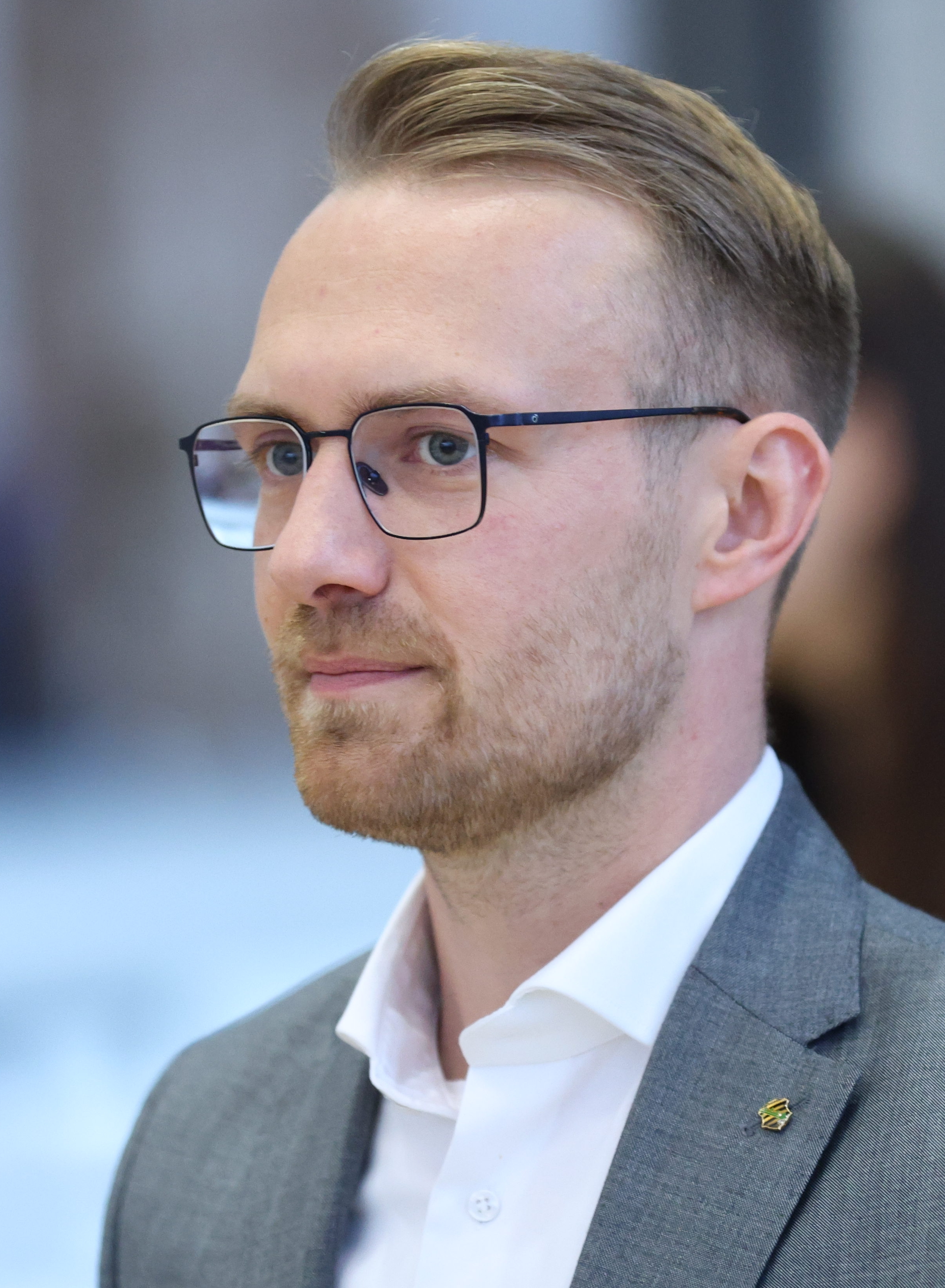
Jonas Dünzel (2024)

Jonas Dünzel (* 1994 in Magdeburg) ist ein deutscher Politiker (AfD). Er ist seit Oktober 2024 Mitglied des Sächsischen Landtags.

## Leben und Beruf
Dünzel absolvierte von 2013 bis 2016 eine Ausbildung zum Kaufmann für Versicherungen und Finanzen. Für die Europawahl 2019 kandidierte er erfolglos für die AfD. Bis 2019 war er in der Versicherungsbranche tätig, danach bis 2024 Mitarbeiter des Landtagsabgeordneten Wolfram Keil. Dünzel ist verheiratet und hat 3 Kinder.
Mitglied der AfD wurde er 2016 nach eigener Aussage in Folge der Flüchtlingskrise und des Anschlags auf dem Breitscheidplatz in Berlin. Seit 2023 ist er Vorsitzender des AfD-Kreisverbandes Zwickau. Er wurde zur Landtagswahl 2024 im Wahlkreis Zwickau 3 direkt gewählt. Er erhielt 36,7 % der Erststimmen. Jonas Dünzel ist Mitglied des Kreistages im Landkreis Zwickau in der Wahlperiode 2024 bis 2029.